# European Shooting Confederation
Die European Shooting Confederation (ESC) ist eine europäische Konföderation für Sportschießen. Der Verband gehört dem Weltverband International Shooting Sport Federation an.
Der ESC gehören unter anderem die folgenden Verbände an,
- Österreichischer Schützenbund
- Verband der Jagd- und Wurftaubenschützen Österreich
- Deutscher Schützenbund
- Schweizer Schiesssportverband (SSV)

## Aktivitäten

### Meisterschaften
Der Verband führt Europameisterschaften im Schießsport durch.

### Rekordeliste
Der Verband führt eine Liste der Europarekorde in den Schießsportdisziplinen.

## Geschichte

### Gründung
Die Organisation wurde auf dem Kongress der International Shooting Sport Federation, welcher 1952 in Helsinki stattfand, beschlossen.

### Präsidenten
| Name              | Herkunftsland | Amtszeit  |
| ----------------- | ------------- | --------- |
| Dr. Kurt Hasler   | Schweiz       | 1952–1960 |
| Gavrila Barani    | Rumänien      | 1960–1989 |
| Björn Schullström | Schweden      | 1989–1993 |
| Gianpiero Armani  | Italien       | 1993–2001 |
| Unni Nicolaysen   | Norwegen      | 2001–2009 |
| Wladimir Lissin   | Russland      | 2009–2021 |
| Alexander Ratner  | Deutschland   | seit 2021 |